# Dolderbahn
| |                                                          |                       |                       |
| Streckennummer (BAV): | 732                                                      |                       |                       |
| Fahrplanfeld: | 732                                                      |                       |                       |
| Streckenlänge: | 1,328 km                                                 |                       |                       |
| Spurweite: | 1000 mm (Meterspur)                                      |                       |                       |
| Stromsystem: | 600 Volt =                                               |                       |                       |
| Maximale Neigung: | 196 ‰                                                    |                       |                       |
| Zahnstangensystem: | von Roll                                                 |                       |                       |
| Streckengeschwindigkeit: | 25 km/h (bergwärts) 16 km/h @ 200 ‰ 24 km/h @ 100 ‰ km/h |                       |                       |
| |                                                          |                       |                       |
| \| \| 0,00 \| Römerhof \| 446 m ü. M. \| \| \| \| \| \| \| \| 0,44 \| Titlisstrasse \| 486 m ü. M. \| \| \| 0,62 \| Koordinaten: 47° 22′ 19,7″ N, 8° 34′ 0,5″ O; CH1903: 685206 / 247422 Ausweichstelle \| 510 m ü. M. \| \| \| 0,79 \| Waldhaus Dolder \| 547 m ü. M. \| \| \| \| Kurhausstrasse (67 m) \| \| \| \| 1,33 \| Bergstation[2][Anm. 1] \| 606 m ü. M. \| |                                                          |                       |                       |
| Kopfbahnhof Streckenanfang | 0,00                                                     | Römerhof              | 446 m ü. M.           |
| Strecke |                                                          |                       |                       |
| Haltepunkt / Haltestelle | 0,44                                                     | Titlisstrasse         | 486 m ü. M.           |
| Dienststation / Betriebs- oder Güterbahnhof | 0,62                                                     | Ausweichstelle        | 510 m ü. M.           |
| Haltepunkt / Haltestelle | 0,79                                                     | Waldhaus Dolder       | 547 m ü. M.           |
| Brücke |                                                          | Kurhausstrasse (67 m) | Kurhausstrasse (67 m) |
| Kopfbahnhof Streckenende | 1,33                                                     | Bergstation           | 606 m ü. M.           |

Die Dolderbahn (Db oder DBZ) ist eine Privatbahn in der Stadt Zürich. Die Zahnradbahn erschliesst das Dolder-Gebiet im Quartier Hottingen ab der Haltestelle Römerhof am Römerhofplatz auf 444 Metern über Meer und endet in der Station Dolder auf dem Adlisberg auf 606 Metern über Meer.
Die Bahn dient nebst der Verbindung mit dem Wohnquartier auch als Zubringer für zwei Hotels, das Wellenbad Dolder, die offene Eisbahn Dolder und den als Naherholungsgebiet dienenden Adlisberg.

## Geschichte
Die ursprüngliche Dolderbahn-Aktiengesellschaft wurde 1893 gegründet. Im September 1894 wurde mit dem Bau der 816 Meter langen, meterspurigen Standseilbahn begonnen; den Betrieb konnte sie am 13. Juli 1895 aufnehmen, zusammen mit der zugehörigen Wirtschaft Waldhaus Dolder, die gleichzeitig Bergstation war. Die kleine, eingeschossige Talstation war als provisorischer Solitärbau nördlich der Wirtschaft Römerhof ausgeführt, auf welche die Ortsbezeichnung Römerhofplatz zurückgeht. Besagte Liegenschaft wurde wenige Jahre später geschleift und 1899 mit dem Wohn- und Geschäftshaus «Römerhof» ersetzt, wodurch die Talstation im rückwärtigen Hof der neuen Liegenschaft zu liegen kam.
Die Dolderbahn selber erstellte zwischen 1896 und 1899 das Dolder Grand Hotel & Curhaus sowie die Kurhausstrasse zum Hotel samt meterspuriger, elektrischer Strassenbahn, dem Doldertram, zwischen der Bergstation der Dolderbahn am Waldhaus und dem Grand Hotel. Das Doldertram wurde am 5. Juli 1899 eröffnet und blieb wie das Hotel bis 1914 ein Saisonbetrieb zwischen April und Oktober. Die Strecke hatte keine direkte Verbindung zum Zürcher Tramnetz und wurde mit einem einzigen Wagen des Typs Ce 2/2 betrieben. 
Den Bau einer Zwischenstation hatte man aufgeschoben, bis genügend Nachfrage vorhanden wäre, allerdings stellte sich 1903 heraus, dass alleine die Kosten für die Expropriation im Bereich der Ausweiche bei der Bergstrasse zu hoch waren. Stattdessen nahm man im Juli 1905 einen Ausstiegsperron oberhalb der Titlisstrasse in Betrieb, der auf Bergfahrt bedient wurde.
Bereits 1919 wurden erfolglos Möglichkeiten geprüft, die Seilbahn zum Hotel zu verlängern, um das defizitäre Hoteltram zu ersetzen. Als sich schliesslich der Ersatz der abgefahrenen Schienen aufdrängte, bestellte die Dolderbahn Mitte 1930 bei Saurer einen Autobus und stellte den Betrieb des Doldertrams am 31. Dezember 1930 ein. Der Bus bediente auch die am 13. Dezember 1930 eröffnete Kunsteisbahn der Dolder-Eisbahngenossenschaft, an welcher die Dolderbahn ebenfalls beteiligt war.
Ab 1967 befasste sich die Dolderbahn mit der Anfang 1972 auslaufenden Seilbahnkonzession. Ein Gutachten kam zum Schluss, dass die Erneuerung der Konzession grundsätzlich möglich war, die Kosten für die technische Erneuerung allerdings nicht unerheblich sein würden. Im Gegensatz zum unrentablen Busbetrieb warf die Drahtseilbahn jährlich einen Überschuss ab, auch wenn dieser tendenziell sank. Mit der gewünschten Verlängerung zum Grand Hotel respektive zu den Sportanlagen beabsichtigte man die Attraktivität zu steigern und die Betriebskosten zu senken. Aufgrund der Gefällsbrüche und des langgezogenen Bogens im zu bauenden oberen Abschnitt, sowie fehlendem Platz für eine Ausweiche in der Streckenmitte kam nur eine Zahnradbahn in Frage. Unabhängig voneinander verkehrende Wagen erlaubten die Lage der Ausweiche anzupassen und zu Randzeiten, bei Störungen oder während Fahrzeugrevisionen im Einwagenbetrieb zu fahren.
Am 26. Juni 1969 reichte man beim Bund das Gesuch für eine Konzessionserneuerung mit Abänderung in eine Zahnradbahn ein. Eine Kopie des Gesuchs ging an die Stadt Zürich mit der Einladung sich an einer neu zu gründenden Betriebsgesellschaft zu beteiligen, da die Bahn insbesondere der Erschliessung des Quartiers und der Sportanlagen diente, für den Hotelbetrieb hingegen vernachlässigbar war. Der vom Stadtrat ausgearbeiteten Vorlage stimmte der Gemeinderat am 27. Mai 1970 zu, womit die «Dolderbahn-Betriebs-AG» am 10. März 1971 im Handelsregister als neue Bau- und Betriebsgesellschaft für die zu bauende Zahnradbahn eingetragen wurde. Die Dolderbahn-Aktiengesellschaft und die Stadt Zürich beteiligten sich je hälftig am Unternehmen. Am 4. Juni 1971 wurde dem Unternehmen die beantragte Konzession auf 50 Jahre erteilt.
Parallel plante die Dolderbahn auch den Neubau des Waldhaus Dolder, das 1905 um einen Hotelanbau ergänzt worden war; Ende Oktober 1971 wurde das Waldhaus geschlossen, geräumt und im Februar 1972 unter Aussparung der Bergstation gesprengt. Ende Mai 1972 begannen die Bauarbeiten am oberen Abschnitt der Zahnradbahn. Die alte Seilbahn verkehrte am 27. August 1972 zum letzten Mal, danach wurden die beiden Wagen abtransportiert und mit dem Rückbau der Strecke und der Bergstation begonnen. Einen Ersatz stellte die Dolderbahn rund 13 Monate lang mit der Busverbindung Römerhof–Grand Hotel–Sportanlagen sicher.
Am 29. September 1973 wurde die neu 1328 Meter lange Zahnradbahn im Rahmen des Hottingerfests eingeweiht, ehe sie am 30. September den Fahrplanbetrieb aufnahm. Sie überwindet eine Höhendifferenz von 162 Metern mit einer Neigung von maximal 19,6 Prozent.
Mit der Betriebsführung ist seit 1999 die Stadt Zürich mit ihrer Verwaltungsabteilung Verkehrsbetriebe Zürich (VBZ) betraut.
2004 wurden die Fahrzeuge, das Trasse sowie die Stationen der Dolderbahn komplett überholt. Der Betrieb war deswegen mehr als drei Monate stillgelegt. Im Rahmen der Renovation des Grand Hotel Dolder in den Jahren 2004 bis 2008 wurde auch die Bergstation erneuert, die jetzt Teil des Hotelkomplexes ist.

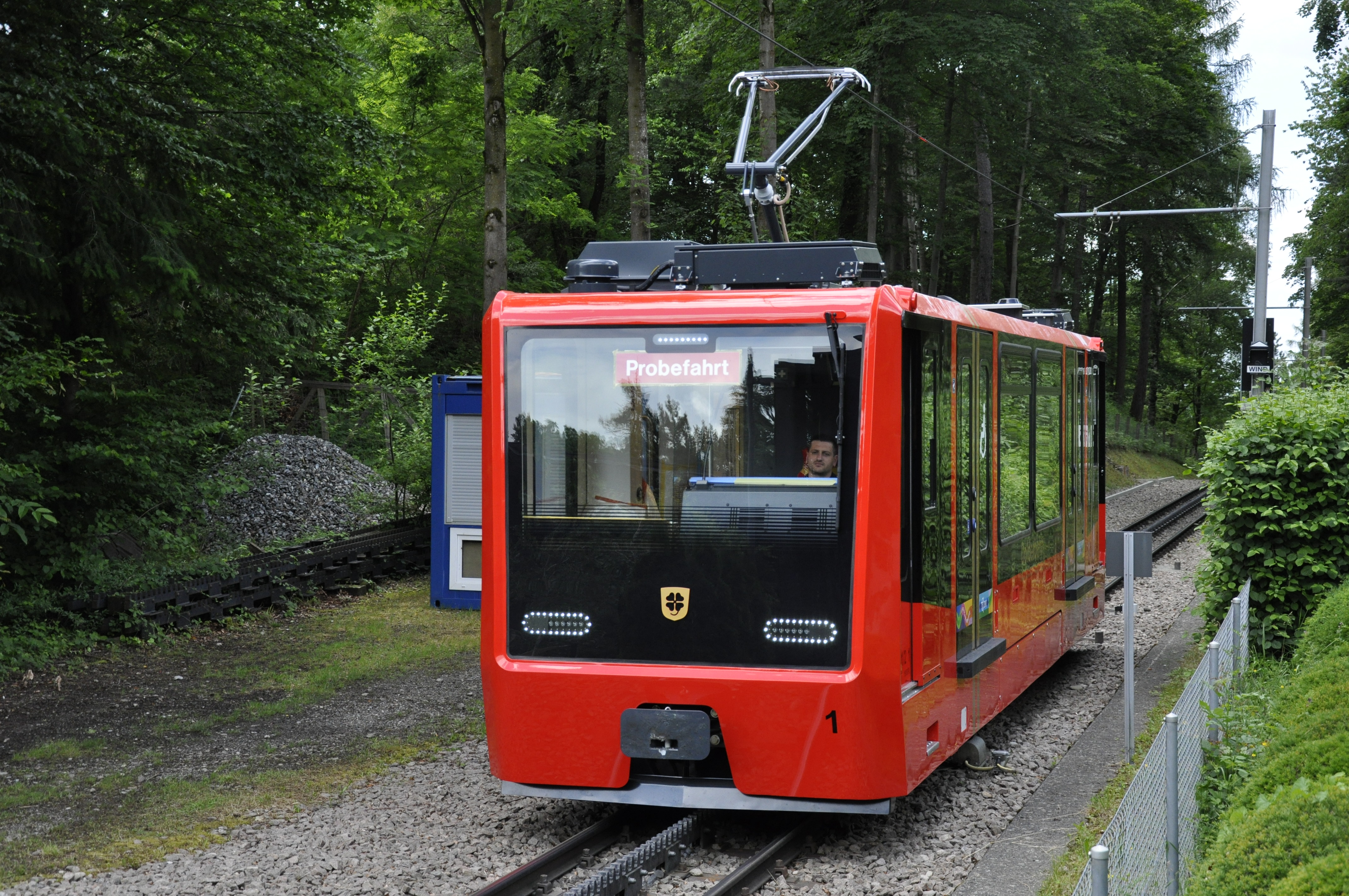
Dolderbahn Bhe 1/2 1 auf Testfahrt bei der Bergstation

Im Juni 2021 wurde über das öffentliche Beschaffungssystem simap.ch bekanntgegeben, dass zwei neue Zahnradtriebwagen vom Typ Bhe 1/2 bei Stadler Bussnang in Auftrag gegeben wurden. Mangels anderer Anbieter für Zahnradfahrzeuge wurde die Beschaffung im freihändigen Verfahren vergeben und wird einschliesslich Erstbevorratung von Ersatzteilen auf 10,57 Millionen Franken beziffert.

## Rollmaterial
| Baureihe      | Baureihe      | Hersteller      | Baujahr       | Herkunft      | Stückzahl     | Stückzahl     | Ausrangiert   | Bemerkungen |
| Serie         | Nummern       | Hersteller      | Baujahr       | Herkunft      | total         | heute         | Ausrangiert   | Bemerkungen |
| Standseilbahn | Standseilbahn | Standseilbahn   | Standseilbahn | Standseilbahn | Standseilbahn | Standseilbahn | Standseilbahn | Standseilbahn |
| ------------- | ------------- | --------------- | ------------- | ------------- | ------------- | ------------- | ------------- | --- |
| CF2           | 1–2           |                 | 1895          |               | 2             | 0             | 1972          | |
| Strassenbahn  |               |                 |               |               |               |               |               | |
| Ce 2/2        | 1             | Geissberger/MFO | 1899          |               | 1             | 0             | 1930          | 1935 abgebrochen |
| Zahnradbahn   |               |                 |               |               |               |               |               | |
| Bhe 1/2       | 1–2           | SLM/BBC         | 1973          |               | 2             | 0             | 2024          | Der Triebwagen 2 wurde im März 2024 ausrangiert. Triebwagen 1 wurde im August 2024 ins Aussenlager des Verkehrshaus Luzern überführt. |
| Bhe 1/2       | 1–2           | Stadler         | 2024          |               | 2             | 2             |               | Der Triebwagen 1 wurde im März 2024 abgeliefert, Nummer 2 im August 2024.                                                             |
| Zahnradbahn   |               |                 |               |               |               |               |               | |
| X             | 3             | Db              | 1974          |               | 1             | 1             |               | |

Eingesetzt werden seit 1973 zwei Zahnrad-Triebwagen vom Typ Bhe 1/2 mit einer Kapazität von rund hundert Fahrgästen pro Wagen. Nachdem in 30 Jahren jeweils nur ein Fahrzeug in Revision ging, während das zweite den reduzierten Betrieb sicherstellte, durchliefen während der Streckenerneuerung von Ende August bis Anfang Dezember 2004 erstmals beide Wagen parallel in der Zentralwerkstätte der VBZ eine Revision.
Im Vorfeld der Erneuerung der Konzession um weitere 50 Jahre, bis 2072, wurden im Juni 2021 zwei neue Triebwagen bestellt. Im März 2024 lieferte Stadler Bussnang den ersten neuen Triebwagen (Nr. 1) ab, der bis im Sommer 2024 im Probebetrieb getestet werden soll, während einer der bisherigen Triebwagen einen reduzierten Betrieb sicherstellt. Der zweite neue Triebwagen wurde im August 2024 abgeliefert. Seit dem 23. September 2024 sind beide neuen Triebwagen in Betrieb und der gewohnte Fahrplan wurde wieder aufgenommen.

## Bilder

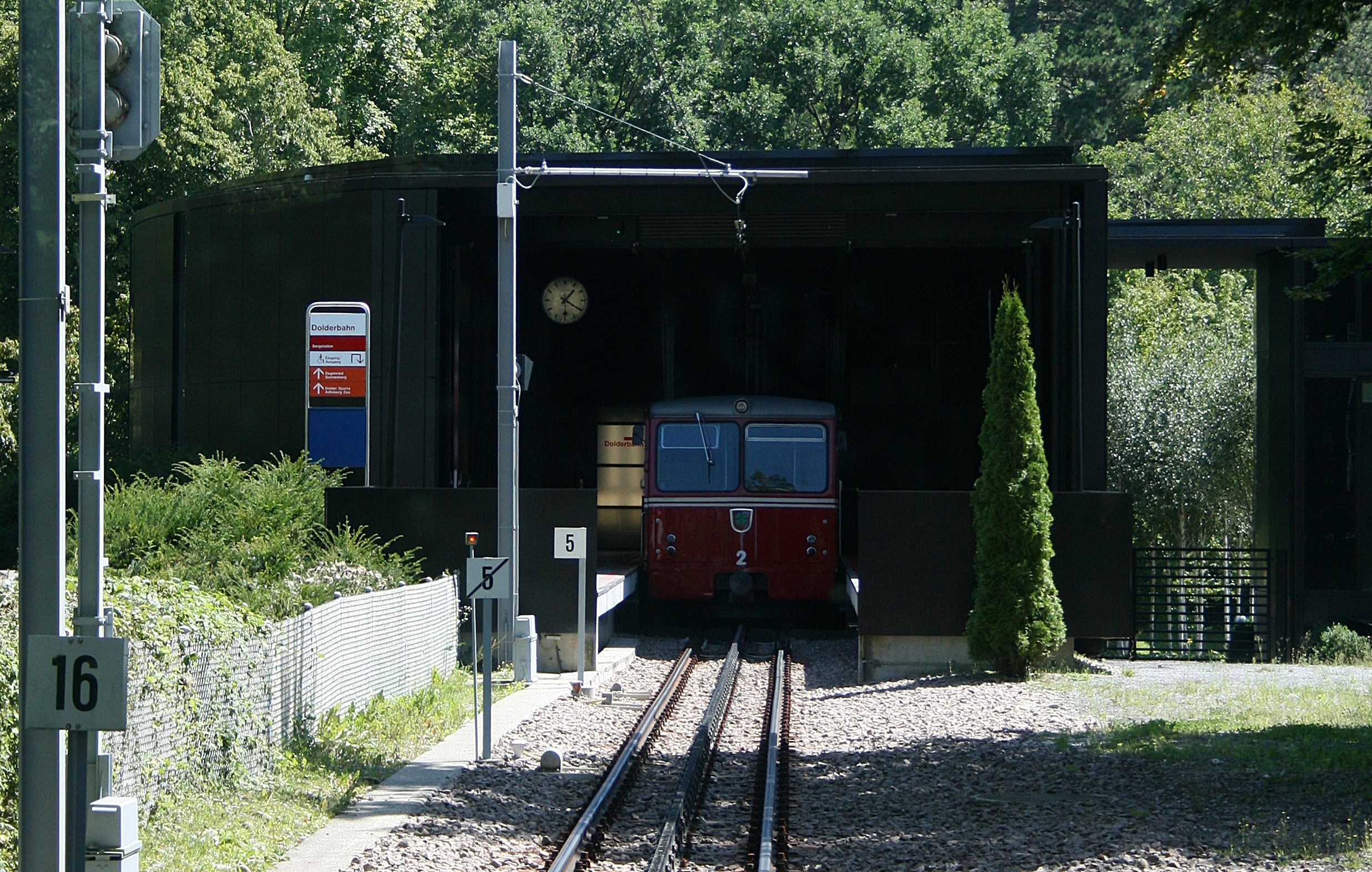
Ehem. Wagen 2 in der Bergstation
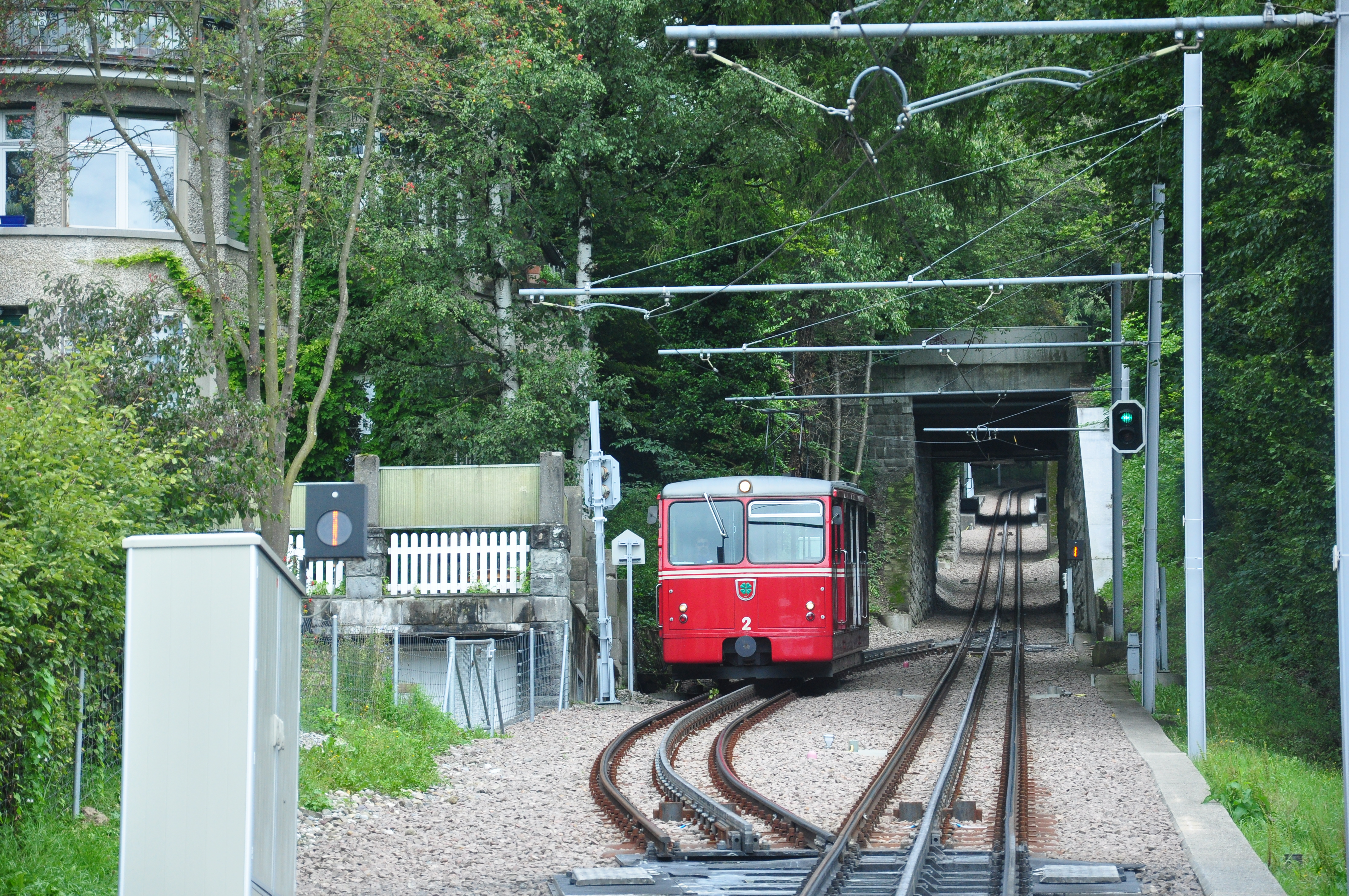
Ehem. Wagen 2 in der Ausweichstation
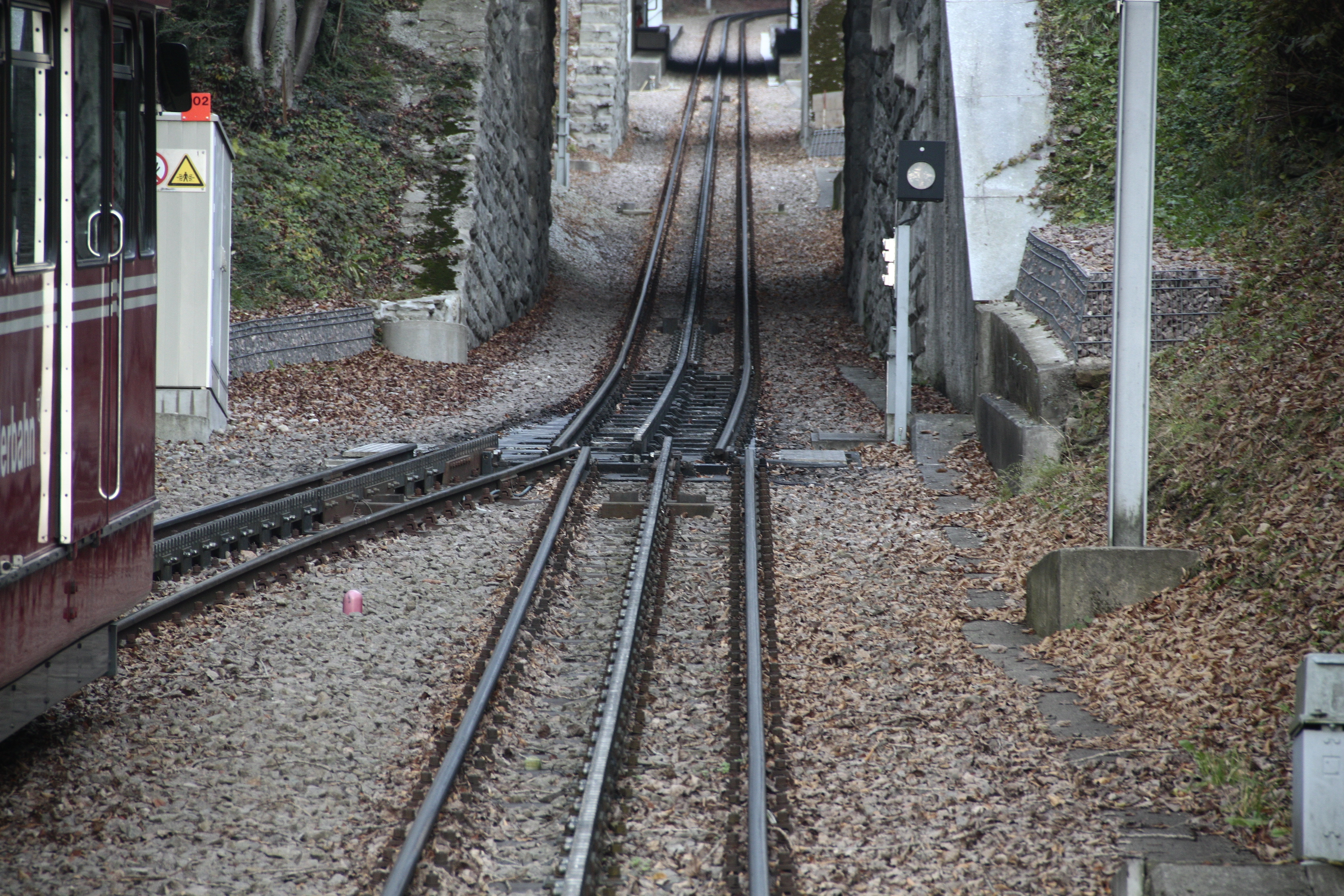
Schwenkweiche bei der Ausweichstation
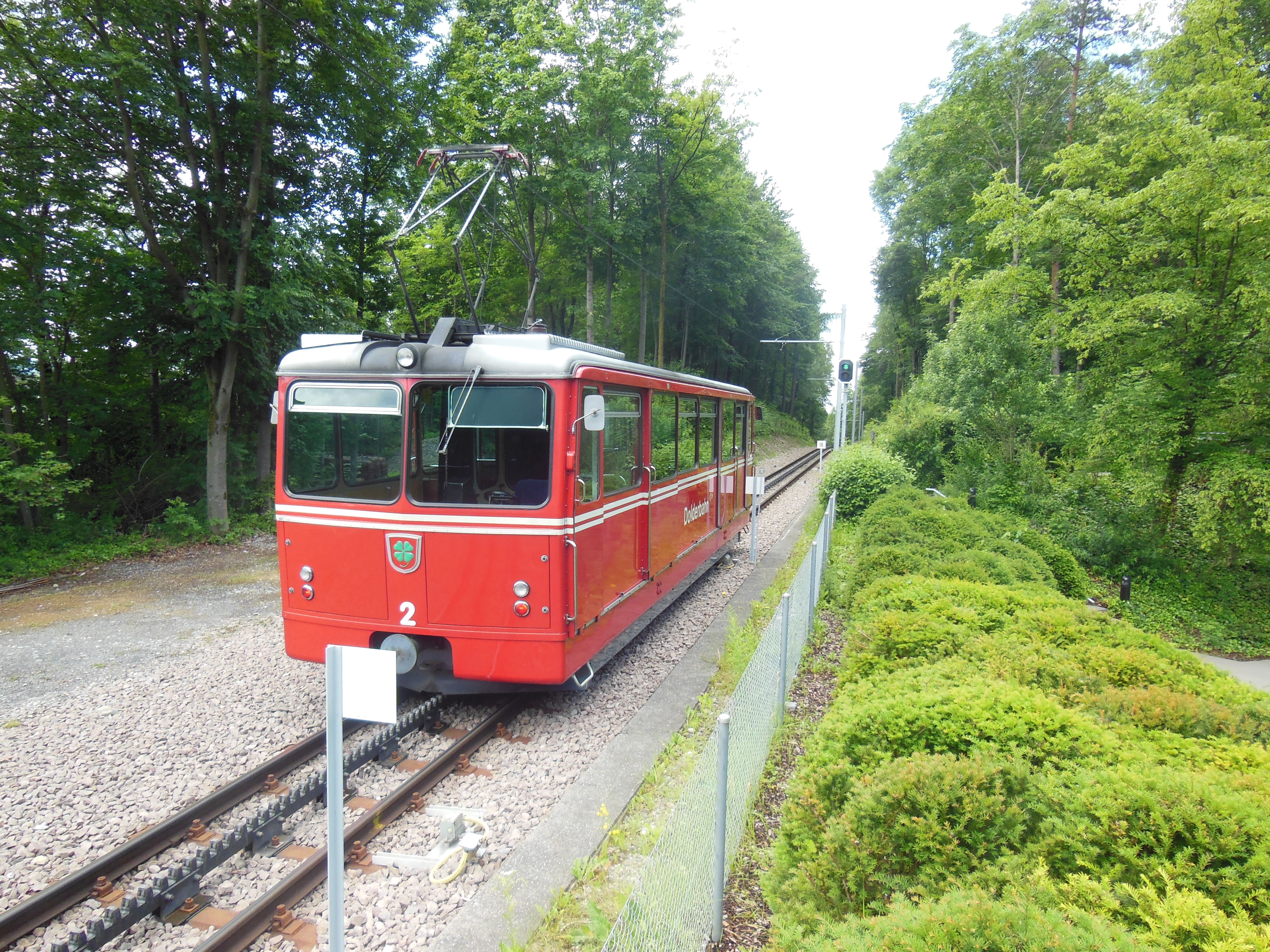
Ehem. Wagen 2 auf der Strecke
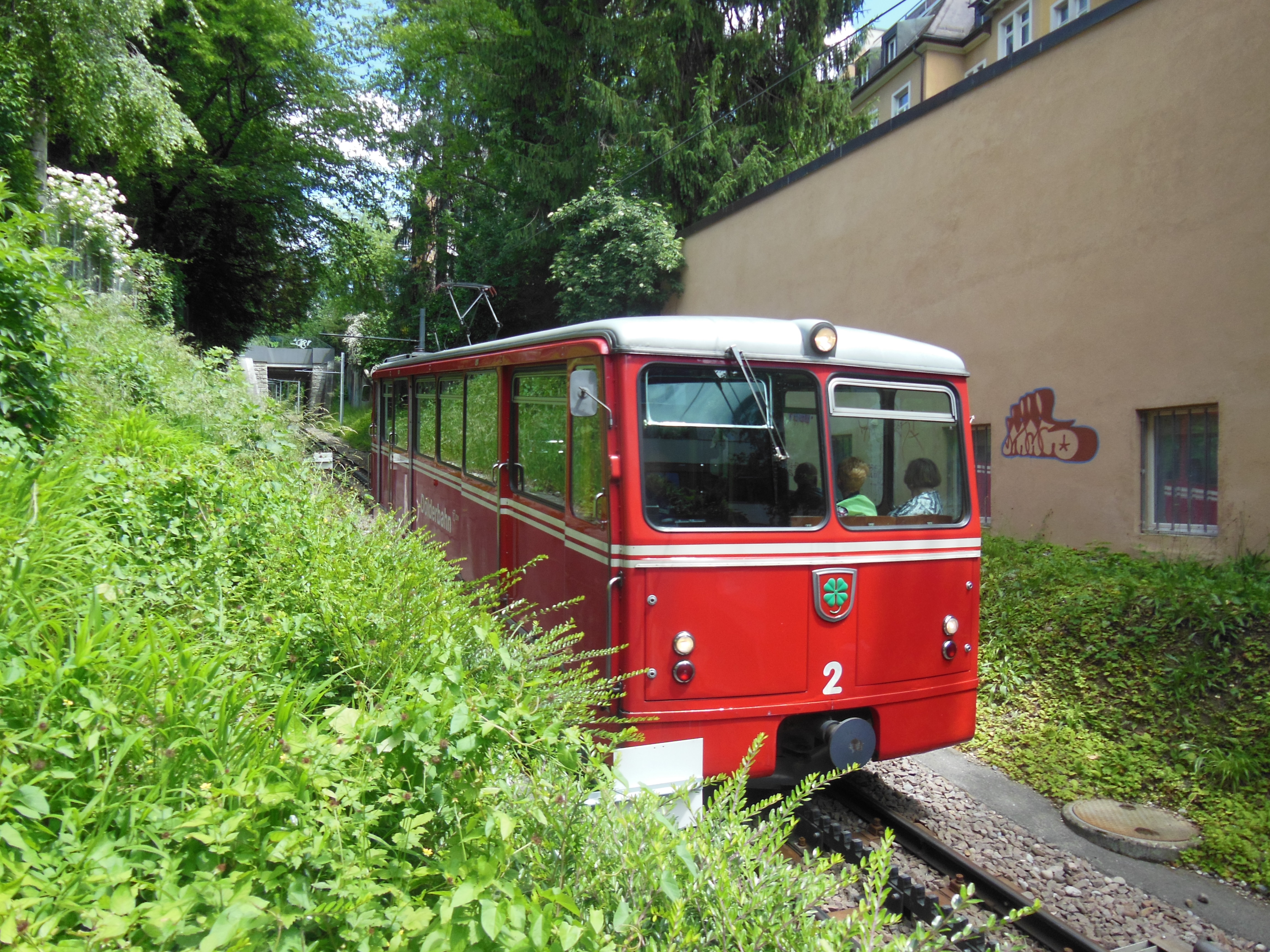
Ehem. Wagen 2 auf der Strecke
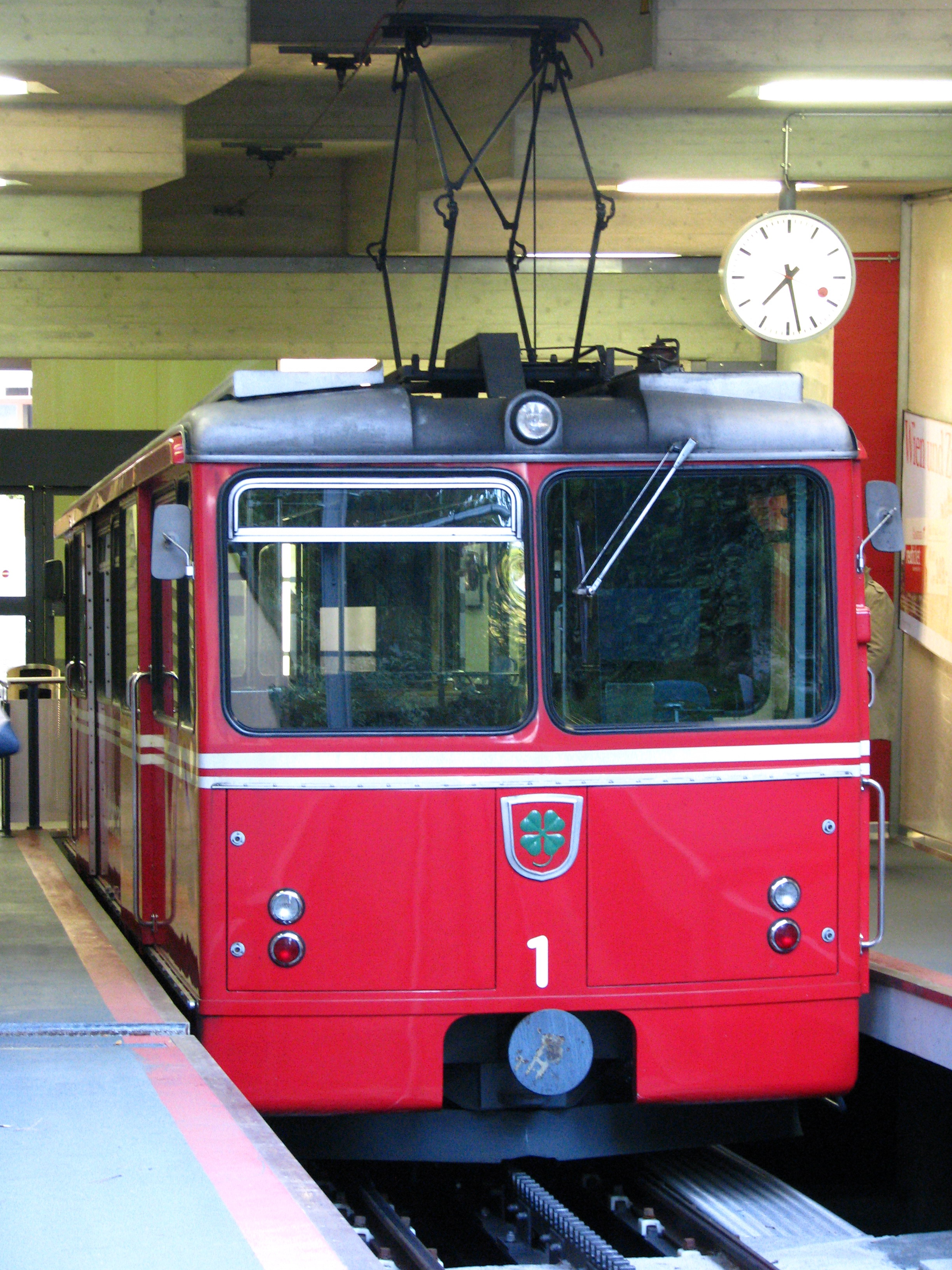
Ehem. Wagen 1 in der Talstation (Römerhof)
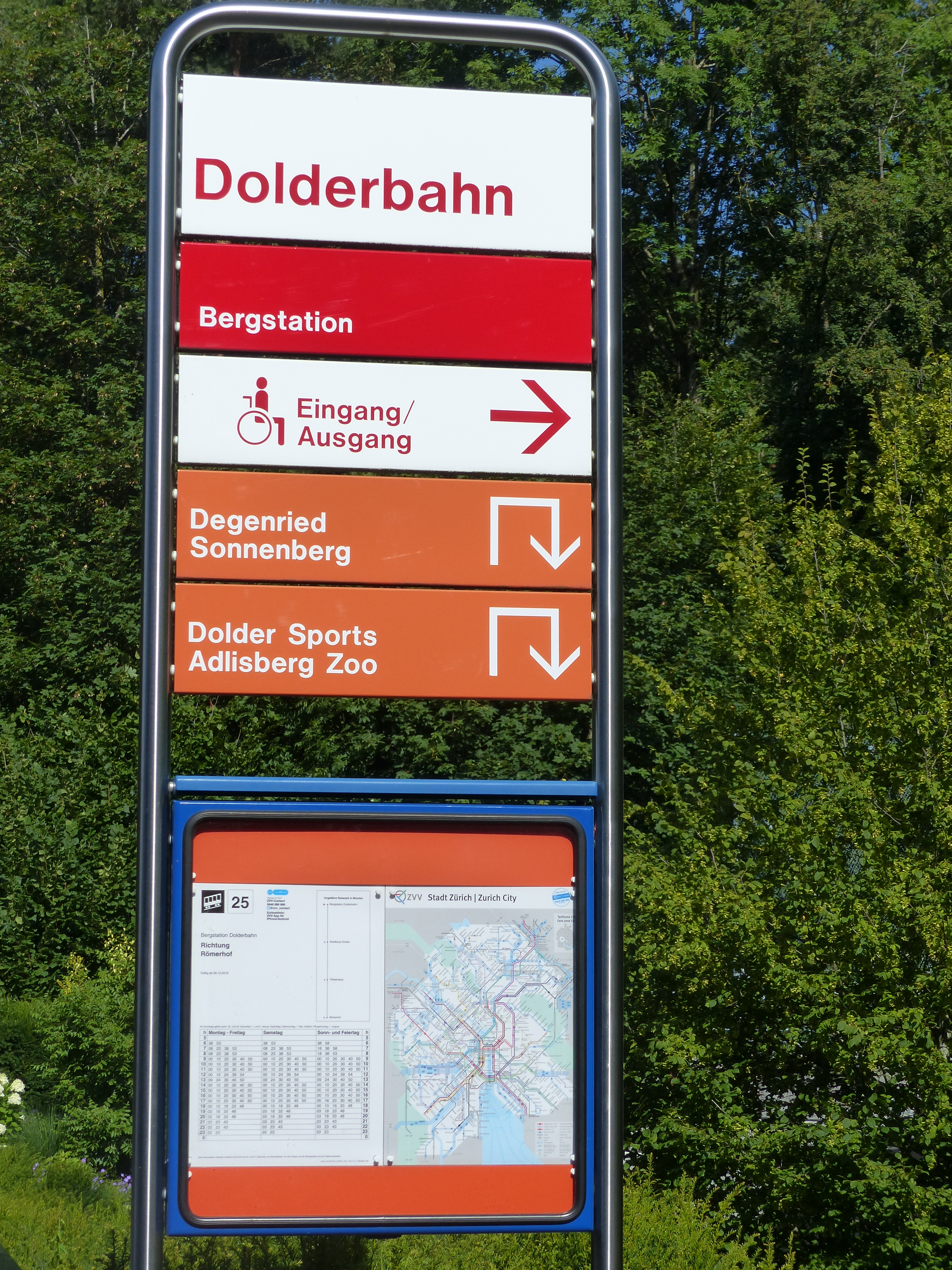
Schild an der Bergstation (2019)
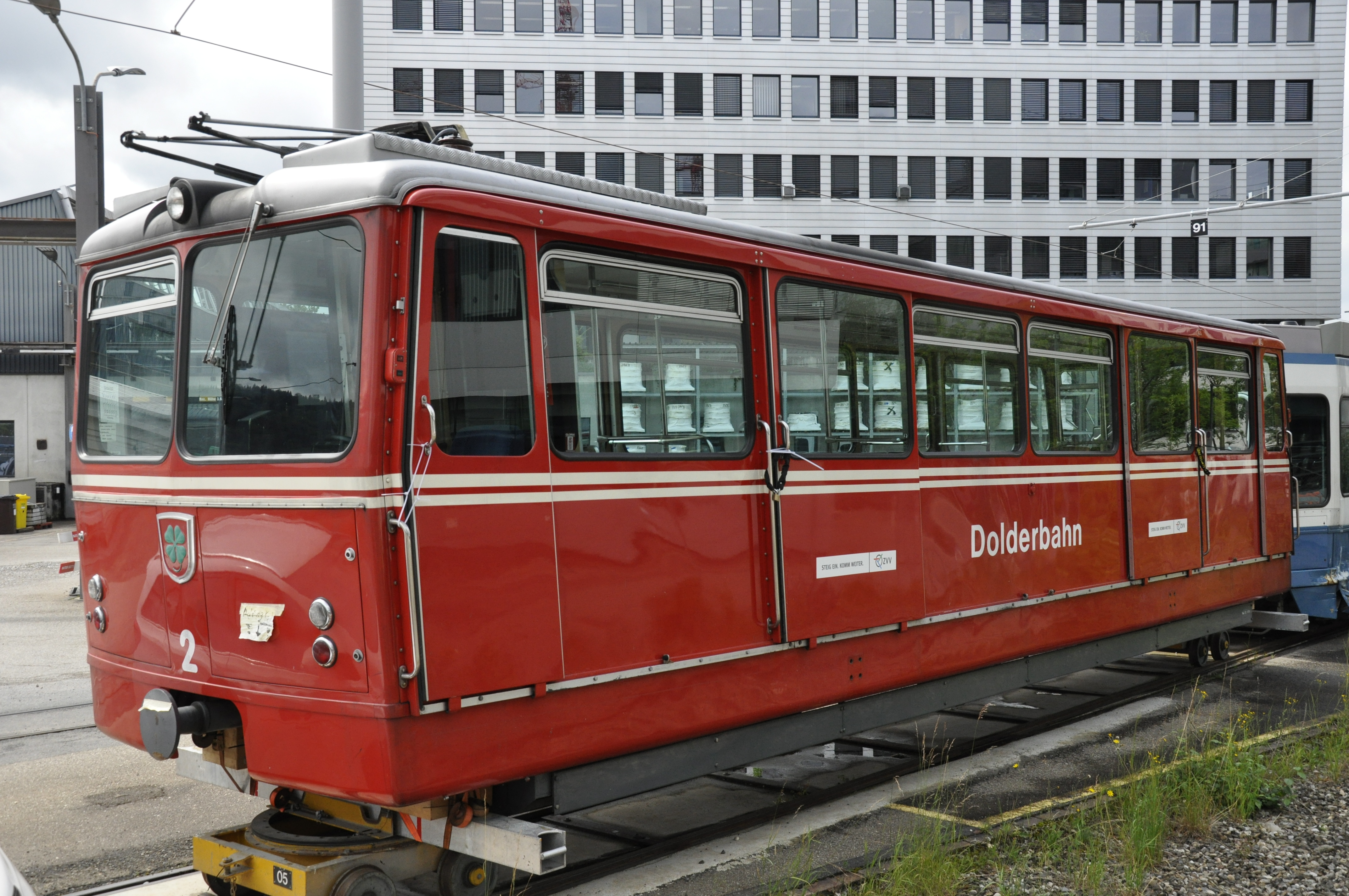
Ehem. Wagen 2, abgestellt in der Zentralwerkstätte der VBZ (2024)